# Rise of Venice
Rise of Venice est un jeu vidéo de gestion développé par Kalypso Media, sorti en 2013 sur PC (Windows).

## Histoire
Le scénario se déroule au XIVe siècle, en Mer Méditerranée. Le joueur est le fils d'un commerçant de Venise ayant pour but de gravir les échelons sociaux de la Sérénissime en s'enrichissant grâce au commerce naval.

## Extension
- Rise of Venice: Beyond the Seas